# 100 mètres masculin aux championnats du monde d'athlétisme 2001
Navigation
Séville 1999 Paris 2003
L'épreuve du 100 mètres masculin des championnats du monde d'athlétisme 2001 s'est déroulée les 4 et 5 août 2001 au stade du Commonwealth d'Edmonton, au Canada. Elle est remportée par l'Américain Maurice Greene en 9 s 82.

## Résultats

### Finale
| Rang               | Athlète           | Pays                       | Temps   | Notes |
| ------------------ | ----------------- | -------------------------- | ------- | ----- |
| Médaille d'or      | Maurice Greene    | États-Unis                 | 9 s 82  | WL    |
| Médaille d'argent  | Bernard Williams  | États-Unis                 | 9 s 94  | PB    |
| Médaille de bronze | Ato Boldon        | Trinité-et-Tobago          | 9 s 98  |       |
| 4                  | Dwain Chambers    | Royaume-Uni                | 9 s 99  | SB    |
| 5                  | Kim Collins       | Saint-Christophe-et-Niévès | 10 s 07 |       |
| 6                  | Christian Malcolm | Royaume-Uni                | 10 s 11 | PB    |
| 7                  | Aziz Zakari       | Ghana                      | 10 s 24 |       |
| -                  | Tim Montgomery    | États-Unis                 | DQ      |       |

## Légende
Records et Performances
- AR : Record continental (area record)
- CR : Record des championnats (championship record)
- MR : Record du meeting (meet record)
- NR : Record national (national record)
- OR : Record olympique (olympic record)
- PR : Record paralympique (paralympic record)
- PB : Record personnel (personal best)
- SB : Meilleure performance personnelle de la saison (season's best)
- WL : Meilleure performance mondiale de l'année (world leader)
- WJR : Record du monde junior (world junior record)
- WR : Record du monde (world record)

Circonstances et Conditions
- DNF : N'a pas terminé (did not finish)
- DNS : N'a pas pris le départ (did not start)
- DQ : Disqualification (disqualification)
- NM : Aucun essai valable enregistré (No Mark)
- Q : Qualifié « directement » au prochain tour (ou à la prochaine compétition), lors d'une compétition majeure, grâce au classement ou à la réalisation des minima (automatic qualifier)
- q : Qualifié au prochain tour (ou à la prochaine compétition), lors d'une compétition majeure, grâce au repêchage ou à la réalisation de l'une des meilleures performances parmi celles des « non qualifiés directement » (grâce au meilleur temps ou à la meilleure distance par exemple) (secondary qualifier)